# Karel Robětín
Karel Ludvik „Sláva”  Robětín, pierwotnie  Karel Fuchs (ur. 25 stycznia 1889 w Pradze, zm. 14 października 1941 w Marylebone) – czeski tenisista reprezentujący Czechy. Startował na igrzyskach w Sztokholmie (1912), gdzie wystartował w dwóch turniejach singlowych (na korcie otwartym i krytym) oraz w grze deblowej w parze z Jaromírem Zemanem.

## Występy na letnich igrzyskach olimpijskich

### Turnieje singlowe
| Igrzyska | Konkurencja                     | 1/64 finału | 1/32 finału          | 1/16 finału     | Ćwierćfinał         | Półfinał        | Finał/Mecz o trzecie miejsce | Klasyfikacja końcowa |
| Igrzyska | Konkurencja                     | Rywal       | Rywal                | Rywal           | Rywal               | Rywal           | Rywal                        | Klasyfikacja końcowa |
| -------- | ------------------------------- | ----------- | -------------------- | --------------- | ------------------- | --------------- | ---------------------------- | -------------------- |
| LIO 1912 | Turniej singlowy (kort otwarty) | Walkower    | Arthur Zborzil P 0:3 | → Nie awansował | → Nie awansował     | → Nie awansował | → Nie awansował              | Miejsca 17-32        |
| LIO 1912 | Turniej singlowy (kort kryty)   |             |                      | Walkower        | Charles Dixon P 0:3 | → Nie awansował | → Nie awansował              | Miejsca 5-8          |

### Turnieje deblowe
| Igrzyska | Konkurencja                             | Partner       | 1/32 finału                            | 1/16 finału      | Ćwierćfinał      | Półfinał         | Finał/Mecz o trzecie miejsce | Klasyfikacja końcowa |
| Igrzyska | Konkurencja                             | Partner       | Rywal                                  | Rywal            | Rywal            | Rywal            | Rywal                        | Klasyfikacja końcowa |
| -------- | --------------------------------------- | ------------- | -------------------------------------- | ---------------- | ---------------- | ---------------- | ---------------------------- | -------------------- |
| LIO 1912 | Turniej deblowy mężczyzn (kort otwarty) | Jaromír Zeman | B. von Kehrling J. von Zsigmondy P 1:3 | → Nie awansowali | → Nie awansowali | → Nie awansowali | → Nie awansowali             | Miejsca 17-32        |